# Robert Girard
Robert Girard (1575, Mayenne), théologien français.

## Biographie
Il est prêtre en 1600 à Paris, et principal du Collège de Mayenne en 1609. Il est l'auteur d'ouvrages religieux. Il fut confesseur des religieuses Ursulines du Mans.

## Publications
- Cantiques spirituels. Le Mans, 1645.
- Le Livre des predestinez ou les Signes infaillibles pour connoistre ceux qui sont véritablement eleuz; (avec un) Traitté de la predestination, familier et facile, pour en concevoir les secrets, Le Mans, Jérôme Ollivier, 1657, 447 p. chiffrées 1-289 et 300-457, in-8 ̊. Contient en pièces liminaires des sonnets de Jacques Pelisson et de Louis Gaultier.

## Source partielle
« Robert Girard », André René Le Paige, Dictionnaire topographique historique généalogique et bibliographique de la province du Maine, 1777 [détail des éditions] (lire sur Wikisource)